# Organisationshandbuch
Ein Organisationshandbuch (kurz Orgahandbuch, OHB) ist in Behörden und Unternehmen ein internes Handbuch, in welchem die Ablauf- und Aufbauorganisation, Organisationsstruktur und Arbeitsorganisation durch in Schriftform oder Textform niedergelegte Regelungen und Vorschriften dokumentiert ist. 

## Allgemeines
Der Arbeitgeber darf nach § 106 GewO Arbeitsinhalt, Arbeitsort und Arbeitszeit der Arbeitsleistung nach billigem Ermessen näher bestimmen. Im Organisationshandbuch wird ein Teil des Arbeitsinhaltes konkretisiert. Das Organisationshandbuch wird vom Vorstand oder dem Behördenleiter in Form einer Arbeitsanweisung oder Dienstanweisung erlassen und ist daher ein Teil des Direktionsrechts, das von allen Arbeitnehmern, Beamten und Beschäftigten zu befolgen ist.

## Definition
Ein Organisationshandbuch lässt sich definieren als die gegliederte Zusammenfassung aller gültigen, generellen und aufeinander abgestimmten organisatorischen und betrieblichen Regelungen. Das Organisationshandbuch ist ein Organisationsmittel und umfasst zusätzlich verschiedene Weisungen wie beispielsweise Arbeitsanweisungen, Geschäftsanweisungen, Organisationsanweisungen, Richtlinien, Interimsanweisungen, Organisationsrichtlinien, Regelwerke, Handbücher oder Anweisungen für das Qualitätsmanagement.

## Ziel
Organisationshandbücher bieten den Arbeitnehmern sowie Arbeitgebern eine Informationsquelle, um einheitliche Unternehmensprozesse nachzuschlagen. Jeder Arbeitnehmer und Arbeitgeber muss stets die Möglichkeit haben, das Organisationshandbuch einsehen zu können. Typische Publikationsformen sind Intranet, Internet oder als Loseblattwerk.
Das Hauptziel eines Organisationshandbuches besteht darin, dem Arbeitnehmer bei Unkenntnis oder Unsicherheit eine Plattform zu bieten, um sich eigenständig und unabhängig jederzeit die benötigten Informationen zu beschaffen. Dadurch sollen Fehler und Fehlverhalten durch zweifelhafte Kenntnis von Mitarbeitern so gut wie ausgeschlossen werden.

## Aufbau und Inhalt
Es gibt keinen festgelegten Aufbau, der auf jedes Unternehmen angewendet werden kann. Durch die unterschiedlichen Unternehmensstrukturen ist es jedem Unternehmen selbst überlassen, wie das eigene Organisationshandbuch strukturiert werden soll. Abgesehen von der Individualität eines jeden Organisationshandbuches sind in der Regel die Punkte Unternehmensentwicklung und Unternehmensziele, Management und Personalorganisation enthalten.
Die Aufbauorganisation enthält Stellenplan, die aktuelle Stellenbesetzung, Kontaktverzeichnis, Organisationsrichtlinien (etwa Telefonierrichtlinie oder Unterschriftenregelung), eine Übersicht der Geschäftsstellen, die allgemeinen Geschäftsbedingungen und die öffentliche oder privatrechtliche Satzung.
Die Ablauforganisation enthält die Unterpunkte Arbeitsanweisungen, Arbeitsablaufbeschreibungen (wie Warenkommission, Dokumentation der Durchführung von Arbeitsaufträgen bei Kunden), EDV-Richtlinien, Datenschutzrichtlinien und Bedienungsanleitungen.
Weitere mögliche Inhalte eines Organisationshandbuches können dem Organisationshandbuch beiliegen oder als eigenständiges Handbuch geführt werden. Dazu gehören die Arbeitsbedingungen, Gefahrenvermeidung, Umweltschutzbestimmungen und Abfallentsorgungsbestimmungen.

## Gesetzliche Vorgaben für Kreditinstitute
Die Bankenaufsicht schreibt deutschen Kreditinstituten im Rahmen der MaRisk-Regulierung (Mindestanforderungen an das Risikomanagement) explizit vor, Organisationshandbücher zu führen und allen Mitarbeitern zugänglich zu machen (MaRisk AT 5 TZ 1,2). Die MaRisk listet zudem auf, welche Mindestinhalte ein OHB aufweisen soll:
- Regelungen für die Aufbau- und Ablauforganisation sowie zur Aufgabenzuweisung, Kompetenzzuordnung und zu den Verantwortlichkeiten,
- Regelungen hinsichtlich der Ausgestaltung der Risikosteuerungs- und Controllingprozesse,
- Regelungen zur internen Revision,
- Regelungen, welche die Einhaltung rechtlicher Regelungen und Vorgaben (z. B. Datenschutz, Compliance) gewährleisten,
- und Regelungen zu Verfahrensweisen bei wesentlichen Auslagerungen.

Die zentrale gesetzliche Regelung findet sich in § 25a KWG, wonach ein Institut über eine ordnungsgemäße Geschäftsorganisation verfügen muss, welche die Einhaltung der vom Institut zu beachtenden gesetzlichen Bestimmungen und der betriebswirtschaftlichen Notwendigkeiten gewährleistet. Die Geschäftsleiter sind für die ordnungsgemäße Geschäftsorganisation des Instituts verantwortlich; sie haben die erforderlichen Maßnahmen für die Ausarbeitung der entsprechenden institutsinternen Vorgaben zu ergreifen, sofern nicht das Verwaltungs- oder Aufsichtsorgan entscheidet. 